# Achirus zebrinus
Espèce
Achirus zebrinus est une espèce de poissons pleuronectiformes (c'est-à-dire des poissons plats ayant des côtés dissemblables).